# Jul (rapper)
Jul, pseudonimo di Julien Mari (Marsiglia, 14 gennaio 1990), è un rapper francese.
È l'artista con più vendite di album nella Storia del rap francese, nonché l'artista francese più ascoltato nel decennio 2010-2019 su Spotify e il secondo artista con più vendite in Francia nello stesso decennio.

## Biografia
Originario del quartiere di Marsiglia Saint-Jean-du-Désert, Jul ha iniziato a rappare all'età di dodici anni, e tra i quattordici e i sedici anni ha giocato nelle giovanili dell'Olympique Marsiglia. Dopo avere lavorato in cantiere con suo padre per un anno circa, ha deciso all'età di diciotto anni di dedicarsi al rap a tempo pieno, con il nome di "Juliano 135". Viene notato dall'etichetta discografica marsigliese Liga One Industry, con la quale adotta lo pseudonimo "Jul" e si unisce ai "Ghetto Phénomène", insieme ai rapper Veazy, Houari, Friz e Bil-K, e nel frattempo continua a realizzare brani da solista.
Ha pubblicato il suo primo singolo, Sort le cross volée, nel novembre 2013. Il singolo è seguito a febbraio 2014 da un intero album, Dans ma paranoïa, che verrà certificato disco di platino. Dopodiché, nel 2014 Jul ha pubblicato Lacrizeomic, uno "street album", e il suo secondo album completo Je trouve pas le sommeil.
A giugno 2015, ha pubblicato il suo terzo album in studio Je tourne en rond, che ad oggi è certificato doppio disco di platino, e My World, che viene certificato disco d'oro in tre giorni, e che diventerà poi disco di diamante, l'unico della carriera di Jul insieme a L'Ovni, pubblicato nel 2016. Dopo avere pubblicato Je tourne en rond, Jul ha lasciato la Liga One Industry per fondare la sua etichetta, che ha chiamato D'or et de platine.
Dopo avere pubblicato Je ne me vois pas briller e La tête dans les nuages nel 2017, Jul ha deciso di prendersi sei mesi di pausa dalla sua musica. È tornato a pubblicare musica il 14 giugno 2018 con l'album Inspi d'ailleurs, seguito da La Zone en personne a dicembre dello stesso anno. Nel 2019 ha pubblicato Rien 100 Rien e C'est pas des des LOL. Nel 2020, oltre ad avere pubblicato gli album La Machine e Loin du monde, ha partecipato ad un progetto con i rapper di Marsiglia SCH, Naps, L'Algérino, Alonzo, Kofs e Soso Maness, chiamato 13 Organisé.
Oltre a partecipare al 13 Organisé, nel 2021 Jul ha anche ispirato la creazione di un gruppo di 157 rapper marsigliesi e parigini chiamato Le classico organisé, al quale hanno partecipato i rapper del 13 Organisé, Da Uzi, Koba LaD, Gims, Le Rat Luciano, Gazo, Lacrim, PLK, Timal, Sofiane, Vegedream, Kaaris e molti altri. Dopo Le Classico organisé, Jul ha pubblicato a novembre 2021 Indépendance.
Nel 2022, Jul ha pubblicato l'album Extraterrestre e si è esibito allo Stade Vélodrome, lo stadio dell'Olympique Marsiglia. A ottobre dello stesso anno, è comparso nell'album Salvatore vive del rapper italiano Paky, nel brano La Bellavita.

## Discografia

### Album
- 2014 – Dans ma paranoïa
- 2014 – Je trouve pas le sommeil
- 2015 – Je tourne en rond
- 2015 – My World
- 2016 – Émotions
- 2016 – L'Ovni
- 2017 – Je me ne vois pas briller
- 2017 – La tête dans le nuages
- 2018 – Inspi d'ailleurs
- 2018 – La zone en personne
- 2019 – Rien 100 rien
- 2019 – C'est pas des LOL
- 2020 – La Machine
- 2020 – Loin du monde
- 2021 – Demain ça ira
- 2021 – Indépendance
- 2022 – Extraterrestre
- 2022 – Cœur blanc
- 2023 – C'est quand qu'il s'éteint
- 2023 – La route est longe
- 2024 – Decennie
- 2024 – Mise à jour
- 2024 – Inarrêtable
- 2025 – D&P à vie

### Mixtape
- 2013 – Lacrizeomicmek
- 2014 – Lacrizeomic

### Singoli
- 2014 - Tu la love
- 2015 – Je tourne en rond
- 2015 – Normal (con Alonzo)
- 2015 – Fais le Moonwalk (con DJ Abdel e Soprano)
- 2015 – En Y
- 2015 – Lova
- 2015 – Encore des Paroles (feat. Julie Gonzalez)
- 2016 – My World
- 2016 – Émotions
- 2016 – Allez le sang
- 2016 – Tchikita
- 2016 – On m'appelle l'ovni
- 2016 – C'est le son de la gratte
- 2017 – Je ne me vois pas briller
- 2017 – Ma jolie
- 2017 – Cagoulé (feat. Kalash Criminel)
- 2017 – La tête dans les nuages
- 2017 – Henrico
- 2018 – Pour pas win
- 2018 – Toto et Ninetta
- 2019 – Pocahontas
- 2019 – C'est pas des LOL
- 2019 – Ibiza (feat. Jimmy Sax)
- 2020 – Sousou
- 2020 – Italia
- 2020 – Bande organisée (con SCH, Naps, Kofs, Elams, Solda, Houari e Soso Maness)
- 2020 – Mother Fuck (con SCH)
- 2021 – GJS (con Gims e SCH)
- 2021 – Sapapaya (con SCH e L'Algérino)
- 2021 – La Miss
- 2022 – Baila
- 2022 – J'ai tout su
- 2022 – Namek (con Omah Lay)
- 2022 – Canette Dans Les Mains
- 2022 – Europa (con Morad, Rhove ed Elai)
- 2023 – La Bandite
- 2023 – La Faille
- 2023 – Ragnar
- 2023 – Coco (con Vacra)
- 2023 – Tropical
- 2023 – J'fais que danser
- 2023 – J'fais plaisir à la zone (feat. SDM)
- 2024 – Oh qu'elle est belle (feat. Dystinct)
- 2024 – Il Pleut Des Balles

### Collaborazioni
- 2014 – Problèmes (Kenza Farah feat. Jul)
- 2014 – Fidèle à ma team (DJ Kayz feat. Jul)
- 2015 – Dans mes rêves (Kamikaz feat. Jul)
- 2015 – D'or et de platine (Gradur feat. Jul)
- 2016 – La zone (Hooss feat. Jul)
- 2016 – Ça les dérange (Vitaa feat. Jul)
- 2016 – Ils le savent (Alonzo feat. Jul)
- 2016 – Maria Maria (Ghetto Phénomène feat. Jul)
- 2016 – Boucan (Gims feat. Jul e DJ Last One)
- 2016 – En chaleur (Ghetto Phénomène feat. Jul)
- 2017 – Je ne comprends pas (Kalash Criminel feat. Jul)
- 2017 – Copacabana (Ghetto Phénomène feat. Jul)
- 2018 – T'es pas la même (YL feat. Jul)
- 2018 – Ça y est (Marwa Loud feat. Jul)
- 2019 – Moulaga (Heuss l'Enfoiré feat. Jul)
- 2020 – Dybala (Maes feat. Jul)
- 2020 – Pirelli (Mister V feat. Jul)
- 2020 – CNLZ (Soolking feat. Jul e Kliff)
- 2020 – Dans la zone (Kalash Criminel feat. Jul)
- 2021 – La seleçao (Alonzo feat. Jul e Naps)
- 2021 – Je veux (Kamikadze feat. Jul)
- 2021 – On va où (L'Algérino feat. Jul)
- 2022 – C'est ma vie (Sasso feat. Jul)
- 2022 – La Bellavita (Paky feat. Jul)
- 2023 – Se Grita (Morad feat. Jul)
- 2024 – Dolcevita (Moubarak feat. Jul)
- 2024 – Amore Mio (Rhove feat. Sfera Ebbasta e Jul)